# Sertula neapolitana
Sertula neapolitana là một loài thực vật có hoa trong họ Đậu. Loài này được (Ten.) Kuntze miêu tả khoa học đầu tiên năm 1891.